# 马斯里体育俱乐部
马斯里足球俱乐部（阿拉伯语：النادي المصري للألعاب الرياضية; 拉丁文转换：Al-Masry Sporting Club）是埃及足球俱乐部，位于埃及塞得港。
该队参加埃及超级联赛，是埃及足球联赛系统的最高级别。马斯里从未赢得过联赛冠军，但在1998年赢得了过一次埃及杯。球队的主体育场为塞港体育场(Port Said Stadium)。匈牙利著名球星费伦茨·普斯卡什曾在1979/80赛季执教过马斯里足球俱乐部。

## 历史
马斯里于1920年3月18日由一群埃及人在塞得港成立，这是一个已经有许多外国社区俱乐部的城市中第一个埃及人的俱乐部。
2012年2月，塞得港体育场发生了球迷骚乱，暴乱的马斯里球迷造成72名对手球迷死亡，并有数百人受伤。69名马斯里球迷被定罪，其中26人被判处死刑，还有许多人被判处终身监禁。
骚乱发生后，埃及足球协会取消了2011-12赛季埃及超级联赛的剩余比赛。马斯里决定不参加2012-13赛季的比赛，以示对灾难受害者亲属的尊重，尽管它获得了体育仲裁法庭的裁决，确认俱乐部有权参加埃及超级联赛和埃及足球协会的所有其他活动。然而，2012-13赛季仍旧没有完成，由于埃及的政治局势而被取消。
2013-14赛季，马斯里恢复参加了埃及超级联赛；尽管俱乐部保持了在埃及超级联赛中的地位，但连续两个赛季遭遇了不稳定的表现和成绩。2015-16赛季，马斯里在球队前埃及球员霍萨姆·哈桑的执教下开始比赛，他采取了一个新的倚重与年轻球员的策略。那个赛季，球队在埃及超级联赛中排名第四，并在缺席洲际赛事14年后成功获得了参加非洲联盟杯的资格。

## 颜色和徽章
马斯里的队徽是由一只绿色的法老荷鲁斯鹰组成的，它在两只竖起的翅膀之间将太阳盘举过头顶；这个队徽的灵感来自于图坦卡蒙的吊坠形状，指的是挑战和力量，所以球队的绰号是绿鹰。俱乐部的主要颜色，绿色和白色来自于1919年埃及革命后的埃及国旗，作为爱国主义的象征。

## 球队荣誉
- 埃及足球杯
  - 冠军: 1998年

## 知名教练
- 费伦茨·普斯卡什
- 兹拉特科·克拉尼恰尔
- 奥托·普菲斯特